# Liste von Sakralbauten in Weimar
Die Liste von Sakralbauten in Weimar enthält die Kirchengebäude in der kreisfreien Stadt Weimar in Thüringen.

## Innenstadt
| Name der Kirche                               | Standort                            | Konf.                      | Bemerkungen | Bild | Koordinaten                      |
| --------------------------------------------- | ----------------------------------- | -------------------------- | --- | ---- | -------------------------------- |
| Adventhaus                                    | Gerberstraße, Altstadt              | Siebenten-Tags-Adventisten | frühere Färberei, 1951 eingeweiht, Teil der als Kulturdenkmal geschützten baulichen Gesamtanlage Gerberstraße         |      | 50° 58′ 56,7″ N, 11° 19′ 57,9″ O |
| Herderkirche (Stadtkirche St. Peter und Paul) | Herderplatz, Altstadt               | ev.                        | Hauptkirche, jetziger Bau im gotischen Stil errichtet von 1498 bis 1500, Teil des UNESCO-Welterbes Klassisches Weimar |      | 50° 58′ 52″ N, 11° 19′ 45″ O     |
| Herz-Jesu-Kirche                              | August-Frölich-Platz, Westvorstadt  | kath.                      | katholische Kirche der Stadt, errichtet von 1889 bis 1891 nach Vorbild des Florentiner Doms                           |      | 50° 58′ 44″ N, 11° 19′ 13″ O     |
| Jakobskirche                                  | Am Jakobskirchhof, Jakobsvorstadt   | ev.                        | Barockes Kirchengebäude, errichtet 1713                                                                               |      | 50° 59′ 0,2″ N, 11° 19′ 38,5″ O  |
| Johanneskirche                                | Tiefurter Allee, Parkvorstadt       | ev.                        | errichtet 1938 bis 1941                                                                                               |      | 50° 58′ 59″ N, 11° 20′ 13,1″ O   |
| Kreuzkirche                                   | Böhlaustraße, Westvorstadt          | ev.                        | errichtet 1899 als Englische Kirche „Saint Michael and All Angels“                                                    |      | 50° 58′ 36″ N, 11° 18′ 49″ O     |
| Russisch-Orthodoxe Kapelle                    | Historischer Friedhof, Westvorstadt | russ.-orth.                | errichtet als Grabkapelle Maria Pawlownas von 1860 bis 1862, Teil des UNESCO-Welterbes Klassisches Weimar             |      | 50° 58′ 21″ N, 11° 19′ 32″ O     |

## Ortsteile
| Name der Kirche      | Standort        | Konf. | Bemerkungen | Bild | Koordinaten                      |
| -------------------- | --------------- | ----- | --- | ---- | -------------------------------- |
| St. Marien           | Ehringsdorf     | ev.   | Die Marienkirche wurde 1365 erstmals urkundlich erwähnt, eine Kapelle bereits 1330. Das Erdgeschoss des Turms stammt aus dem 12. Jahrhundert, 1255 entstand eine romanische Chorturmanlage, der Chor im 14. Jahrhundert und das Langhaus im 16. Jahrhundert. In den nächsten Jahrhunderten wurde die Kirche mehrfach restauriert und ihre Innenausstattung verschönert. |      | 50° 57′ 54,3″ N, 11° 20′ 43,7″ O |
| Dorfkirche           | Gaberndorf      | ev.   | 1333 fand die Kirche ihre erste Erwähnung. |      | 50° 59′ 47,6″ N, 11° 16′ 40,1″ O |
| Dorfkirche Gelmeroda | Gelmeroda       | ev.   | Die Kirche wurde zwischen 900 und 1100 erbaut. Dem Maler Lyonel Feininger diente sie ab 1906 als Vorlage zu zahlreichen Skizzen, Gemälden, Aquarellen und Holzschnitten im Stil des Kubismus. Seit 1994 ist sie eine von 13 Autobahnkirchen. Im Glockenturm vereinen sich eine 1864 von Carl Friedrich Ulrich in Apolda gegossene Bronzeglocke mit der am 5. September 1999 von der Karlsruher Glocken- und Kunstgießerei GmbH & Co. KG (heute: Glockengießerei Rudolf Perner in Passau) auf dem Weimarer Marktplatz gegossenen und von Horst Jährling gestalteten Bronzeglocke.                                          |      | 50° 57′ 0,7″ N, 11° 18′ 1″ O     |
| Dorfkirche           | Legefeld        | ev.   | |      | 50° 56′ 0″ N, 11° 17′ 51,6″ O    |
| Dorfkirche           | Niedergrunstedt | ev.   | Die Kirche ist schriftlich seit 1322 belegt, als Papst Johannes XXII. durch einen Ablassbrief die Mauritiuskirche zum Ziel von Wallfahrten machte. Der erste Nachweis eines Pfarrers stammt aus dem Jahr 1363. Die Kirche wurde mit Teilen des Dorfes im Sächsischen Bruderkrieg 1447 zerstört und bis 1450 wieder aufgebaut. 1726–29 entstand die Kirche in der Form, die sie weitgehend auch heute noch aufweist. An den spätgotischen Turm wurde ein Langhaus mit Mansarddach angebaut, die Emporen und das hölzerne Tonnengewölbe wurden vom Weimarer Hofmaler Johann Ernst Rentzsch mit biblischen Szenen ausgemalt. |      | 50° 57′ 25,1″ N, 11° 16′ 57,4″ O |
| St. Peter und Paul   | Oberweimar      | ev.   | Die Pfarrkirche hat einen unteren Turmanteil, der noch aus der vorklösterlichen Zeit als Urpfarrei stammt. Die Kirche wurde 1281 als Klosterkirche St. Peter und 1291 als St. Peter und Paul geweiht. 1362 konnte ein Kirchenneubau vollendet werden, 1516 bis 1518 erfolgte der Turmaufbau mit Fachwerk. Unter der Kirche verläuft das Wasser des Papierbachs, das früher zu Taufzwecken verwendet wurde. |      | 50° 57′ 54,3″ N, 11° 20′ 42,8″ O |
| Dorfkirche           | Possendorf      | ev.   | Die ältesten Teile der Kirche stammen aus dem Jahr 1281. Kürzlich wurden Wandmalereien aus der Renaissance freigelegt. Die Kirche war auch ein Feininger-Motiv. |      | 50° 56′ 26,2″ N, 11° 18′ 46,9″ O |
| St. Stephanus        | Schöndorf       | ev.   | Für die Kirche wurde 1964 der Grundstein gelegt, 1966 folgte ihre Einweihung. |      | 51° 0′ 52″ N, 11° 20′ 33″ O      |
| St. Bonifatius       | Schöndorf       | kath. | Die katholische Kirche St. Bonifatius wurde 1957 geweiht. Die Bauzeit betrug zwei Jahre. Auf dem Gelände siedelte sich 1995 mit der Gründung des Konvents St. Theresa Karmelitinnen aus dem Karmel Heilig Blut in Dachau an. Dies war die erste Klosterneugründung in den neuen Bundesländern nach 1990. |      | 51° 0′ 47,6″ N, 11° 20′ 26,8″ O  |
| Dorfkirche           | Süßenborn       | ev.   | Die Dorfkirche stammt aus dem 12. Jahrhundert. Der Umbau und die Gestaltung des Innenraumes in den Jahren 1820/21 erfolgte durch Clemens Wenzeslaus Coudray (1775–1845), einem Baumeister und Architekten des Klassizismus. |      | 50° 59′ 6,5″ N, 11° 23′ 32,6″ O  |
| St. Ursula           | Taubach         | ev.   | Über einen Kirchenbau in Taubach findet man den ersten Hinweis 1462, eine neu eingebaute Orgel wurde 1710 von durch den Komponisten Johann Sebastian Bach geprüft. Ihr heutiges Aussehen erhielt die Kirche St. Ursula 1855 durch den Weimarer Baumeister Clemens Wenzeslaus Coudray. Einer ihrer Pfarrer war der Thüringer Mundartdichter August Ludwig. |      | 50° 57′ 2,6″ N, 11° 22′ 53″ O    |
| St. Christophorus    | Tiefurt         | ev.   | Älteste Spuren aus dem 13. Jahrhundert. Nach 1700 Innenausbau der Kirche als Kopie des Weimarer Schlosses – mit Himmelsburg, Beichtumgang und Pyramidenaltar sowie der Apostelgalerie auf den Emporen nach Jacques Callot. |      | 50° 59′ 0,1″ N, 11° 19′ 38″ O    |
| Dorfkirche           | Tröbsdorf       | ev.   | Die seit dem Jahr 1251 nachweisbare Kirche wurde im 16. und im 18. Jahrhundert umgebaut. Als sehenswert gelten Kanzel, Orgel und ein Vortragekreuz aus dem 18. Jahrhundert. |      | 50° 58′ 59,7″ N, 11° 16′ 40″ O   |